# Arnoldas Pranckevičius
Arnoldas Pranckevičius (ur. 28 lutego 1980 w Poniewieżu) – litewski urzędnik i dyplomata, dyrektor Przedstawicielstwa Komisji Europejskiej na Litwie (2016–2020), wiceminister spraw zagranicznych Litwy (2021–2022), od 2022 stały przedstawiciel Litwy przy Unii Europejskiej.

## Życiorys
W 1998 ukończył szkołę średnią nr 5 w Poniewieżu. W latach 1998–1999 studiował dziennikarstwo na Uniwersytecie Wileńskim. Pracował jako dziennikarz w prasie regionalnej i krajowej. W 2002 uzyskał licencjat z zakresu stosunków międzynarodowych na Colgate University w stanie Nowy Jork. Odbył staż w Kongresie Stanów Zjednoczonych, pracował w Radiu Wolna Europa w Waszyngtonie. W latach 2002–2004 studiował na politologię w Instytucie Nauk Politycznych w Paryżu, uzyskując stopień magistra. Odbył staże w UNESCO oraz Parlamencie Europejskim w Brukseli.
W latach 2004–2005 był doradcą prezydenta Litwy Valdasa Adamkusa do spraw polityki wewnętrznej. W latach 2006–2009 był urzędnikiem (administratorem) w delegacji Parlamentu Europejskiego ds. relacji z Rosją, Ukrainą i Białorusią oraz w Komisji Spraw Zagranicznych. Od lipca 2009 do stycznia 2012 był doradcą ds. dyplomatycznych przewodniczącego Parlamentu Europejskiego Jerzego Buzka. Zajmował się stosunkami zewnętrznymi, polityką wschodnią, strategią rozszerzenia Unii, polityką bezpieczeństwa i obrony, stosunkami z Rosją, krajami Partnerstwa Wschodniego, państwami bałtyckimi i nordyckimi, Bałkanami Zachodnimi oraz Turcją. W latach 2012–2016 sprawował podobną funkcję przy Martinie Schulzu. Od 2016 do 2020 był dyrektorem Przedstawicielstwa Komisji Europejskiej na Litwie. Od 2009 do 2017 był przewodniczącym zarządu litewskiej wspólnoty w Belgii.
W styczniu 2021 został powołany na stanowisko wiceministra spraw zagranicznych Litwy. Odpowiada za współpracę z instytucjami UE, współpracę dwustronną z państwami członkowskimi i kandydującymi do członkostwa w UE, handel zagraniczny, komunikację strategiczną. W marcu 2022 został natomiast stałym przedstawicielem Litwy przy Unii Europejskiej.
Mówi po angielsku, francusku, hiszpańsku, rosyjsku. 